# Marie-Odile Raymond
Marie-Odile Raymond (* 13. Dezember 1973 in Ottawa) ist eine ehemalige kanadische Skilangläuferin.
Raymond nahm von 1993 bis 2003 vorwiegend am Continental-Cup und an FIS-Rennen teil. Im März 1994 startete sie in Thunder Bay im Weltcup und errang dabei den 46. Platz über 5 km klassisch. Bei den Olympischen Winterspielen 1998 in Nagano belegte sie den 62. Platz über 15 km klassisch und den 56. Rang über 30 km Freistil. Im folgenden Jahr gewann sie beim Gatineau Loppet das Rennen über 42 km Freistil. Ihr letztes internationales Rennen absolvierte sie im Jahr 2003 beim Gatineau Loppet, welches sie auf dem sechsten Platz beendete.